# Zazao

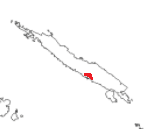
Přibližné rozšíření jazyka zazao na ostrově Santa Isabel

Zazao (též jajao nebo kilokaka) je austronéský ysabelský jazyk. Mluví jím asi 10 lidí na Šalomounových ostrovech na ostrově Santa Isabel. Mluví se jím v osadách Kilokaka, Blablanga a část obce Hurepelo (v jihozápadní části ostrova). Jazyk je silně ohrožen, postupně ho nahrazuje jazyk čeke holo a zabana. Takto se to již stalo jazyku laghu. Jazyk neexistuje v psané formě, existuje pouze ve formě mluvené.